# Кахоба (река)
Кахоба (Кахаба, устар. Кагавба; англ. Cahaba River) — река в штате Алабама (США), самая длинная свободнотекущая река в штате, крупнейший приток реки Алабама.

## Описание
Река длиной 312 километров берёт исток в округе Джефферсон, общее направление — с севера на юг, впадает в реку Алабаму на территории округа Даллас. Река является источником питьевой воды для примерно одного миллиона человек, в частности проживающих в агломерации Бирмингема.
Берега реки были населены минимум 10 000 лет назад, однако первые письменные свидетельства о поселениях в этих местах белых людей относятся лишь к 1818 году.

## Флора и фауна
Кахоба — одна из самых живописных рек США, обладающая большим биологическим разнообразием. В ней обитает 131 вид пресноводных рыб (18 из них являются эндемиками этого речного бассейна), 40 видов моллюсков, в том числе 35 видов улиток, две из которых, Elimia cahawbensis и Clappia cahabensis, получили свои имена в честь реки. 69 видов животных, живущих в реке, находятся под угрозой исчезновения. Часть реки и прилегающих к ней территорий является заповедником англ. Cahaba River National Wildlife Refuge.

## Населённые пункты на реке
На реке или в непосредственной близости от неё расположены следующие крупные населённые пункты:
- Бирмингем
- Гувер
- Хелена
- Сентревилл
- Марион
- Селма
- Кахоба (покинут)